# Сазерленд, Даррен
Да́ррен Джон Са́зерленд (ирл. Darren John Sutherland; 18 апреля 1982, Дублин — 14 сентября 2009, Лондон) — ирландский боксёр второй средней весовой категории, выступал за сборную Ирландии в период 2003—2008. Бронзовый призёр летних Олимпийских игр в Пекине, двукратный чемпион Европейского Союза, победитель многих международных турниров и национальных первенств. Также боксировал на профессиональном уровне, но не успел добиться на этом поприще сколько-нибудь значимых результатов — покончил жизнь самоубийством.

## Биография
Даррен Сазерленд родился 18 апреля 1982 года в Дублине, его отец был чернокожим эмигрантом с острова Сент-Винсент. Активно заниматься боксом начал в возрасте пятнадцати лет, проходил подготовку в олимпийской боксёрской академии St. Saviours. В 2002 году занял второе место на юниорском первенстве мира, в 2003 и 2004 годах доходил до полуфиналов на взрослом чемпионате Ирландии. В 2005 году впервые стал чемпионом национального первенства и побывал на чемпионате мира в Мяньяне, где сумел дойти до стадии четвертьфиналов, после чего досрочно в третьем раунде потерпел поражение от россиянина Матвея Коробова. Год спустя вновь выиграл чемпионат Ирландии, побив в финале Эдварда Хили, но бо́льшую часть сезона пропустил из-за травмы, полученной в матчевой встрече со сборной России.
В 2007 году Сазерленд в третий раз стал чемпионом национального первенства, выиграл чемпионат Европейского Союза и съездил на чемпионат мира в Чикаго, где в четвертьфинале со счётом 13:20 уступил венесуэльцу Альфонсо Бланко. В финале чемпионата Ирландии 2008 года одолел молодого Даррена О’Нила, затем одержал победу на чемпионате ЕС и благодаря череде удачных выступлений удостоился права защищать честь страны на летних Олимпийских играх в Пекине. На Олимпиаде досрочно победил чемпиона Всеафриканских игр Набиля Касселя из Алжира, взял реванш у Бланко 11:1, но, дойдя до полуфинала, со счётом 3:10 проиграл британцу Джеймсу Дигейлу, который в итоге и стал олимпийским чемпионом.
Получив бронзовую олимпийскую медаль, Сазерленд решил попробовать себя среди профессионалов и покинул сборную. Его профессиональный дебют состоялся при содействии промоутера Фрэнка Мэлоуни уже в декабре 2008 года в спортивном комплексе Городского университета Дублина — своего первого соперника, болгарина Георгия Илиева, дебютант победил техническим нокаутом в первом же раунде. Мэлоуни отметил в интервью, что нашёл настоящую суперзвезду, и теперь им предстоит долгий и славный путь в мировом боксе. Несколько месяцев спустя с тем же результатом прошёл бой Сазерленда против белоруса Сергея Наварки, позже последовали бои с грузином Вепхией Чилией и украинцем Геннадием Рассалёвым, тоже выигранные досрочно.
Однако профессиональная карьера Даррена Сазерленда продлилась не долго. 14 сентября 2009 года он был обнаружен повешенным в своей собственной квартире в Лондоне. Полиция назвала причиной смерти самоубийство и не стала проводить расследование. В сентябре 2010 года тело по просьбе родственников эксгумировали для повторного вскрытия и перезахоронения, проведённая повторно проверка подтвердила версию о самоубийстве. По словам промоутера Фрэнка Мэлоуни, боксёр в последнее время сильно страдал от депрессии и вполне мог сам наложить на себя руки.